# Фінспонгсон
Фінспонгсон (швед. Finspångsån) — річка на півдні Швеції, у східній частині Йоталанду. Ліва й третя за розміром притока річки Мутала. Довжина річки становить приблизно 65 км,  площа басейну  — 1270 км².  На річці у місті Фінспонг побудовано ГЕС. 

## ГЕС
На річці у місті Фінспонг побудовано ГЕС з встановленою потужністю 1,3 МВт та з середнім річним виробництвом близько 60 млн кВт·год. У середині 20 століття середня потужність цієї ГЕС мала майже той же самий показник — 1,2 МВт. 